# Suzanne Roy (femme politique)
Pour les articles homonymes, voir Suzanne Roy.
Suzanne Roy, née en 1962 à Sherbrooke, est une femme politique québécoise, élue députée de Verchères à l'Assemblée nationale du Québec sous la bannière de la Coalition avenir Québec lors des élections générales du 3 octobre 2022.
Elle est mairesse de Sainte-Julie de 2005 à 2021 et présidente de l'Union des municipalités du Québec de 2014 à 2016 et de 2019 à 2021.
Depuis le 20 octobre 2022, elle est ministre de la Famille et ministre responsable de la région de la Montérégie dans le gouvernement Legault.

## Biographie
Née à Sherbrooke en 1962, Suzanne Roy est mariée et mère de deux enfants. Elle fait des études en sciences politiques à l'Université Laval avant d'occuper à partir de 1990 et pendant 15 ans le poste de directrice générale de la Société Saint-Jean-Baptiste-Richelieu/Yamaska.

### Carrière politique

#### Municipal
Suzanne Roy commence en politique en se présentant comme candidate au poste de conseillère municipale de Sainte-Julie en 1996. Alors que deux partis se font la lutte, elle se présente comme candidate indépendante et gagne son élection. Elle se fait réélire en 2000 en se présentant avec l'équipe qui avait fait élire tous les autres conseillers municipaux. En 2001, elle est choisie comme mairesse suppléante jusqu'aux élections de 2005 où elle est élue mairesse sans opposition. Elle demeure mairesse jusqu'en 2021 en étant réélue sans opposition aux élections de 2009, 2013 et 2017.
Peu de temps après son élection comme mairesse, elle est élue à l'unanimité préfète de la municipalité régionale de comté (MRC) de Lajemmerais qui deviendra la MRC de Marguerite-D'Youville.
Le 6 décembre 2013, le conseil d'administration de l'Union des municipalités du Québec (UMQ) la nomme à la première vice-présidence du regroupement. Lors du congrès de l'UMQ en mai 2014, elle devient la deuxième femme à accéder à la présidence de l'organisation en succèdant au maire de Rimouski, Éric Forest. Elle assumera le poste pendant deux ans jusqu'en 2016. En 2019, après la démission d'Alexandre Cusson qui se lance dans la course à la direction du Parti libéral, elle est choisie présidente intérimaire de l'UMQ avant d'être reportée à la tête de l'organisme l'année suivante.
En mai 2021, elle annonce qu'elle ne se sollicitera pas de nouveau mandat comme mairesse lors des élections du 7 novembre.

#### Provincial
Un an plus tard, le 4 avril 2022, elle fait le saut en politique provinciale et annonce sa candidature pour la Coalition avenir Québec dans la circonscription de Verchères lors des élections du 3 octobre 2022. Elle remporte l'élection avec 51,28 % des voix, une majorité de 14 111 voix sur le candidat du Parti québécois, Cédric Gagnon-Ducharme, succédant ainsi à sa collègue Suzanne Dansereau, ex-mairesse de Contrecœur, qu'elle avait remplacé comme préfète de la MRC de Marguerite-D'Youville en 2017 à la suite du départ de cette dernière.
Le 20 octobre suivant, Suzanne Roy est nommée ministre de la Famille et ministre responsable de la région de la Montérégie lors du dévoilement du nouveau conseil des ministres.

## Résultats électoraux
|                                                                                               | Nom                    | Parti              | Nombre de voix | %      | Maj.   |
| --------------------------------------------------------------------------------------------- | ---------------------- | ------------------ | -------------- | ------ | ------ |
|                                                                                               | Suzanne Roy            | Coalition avenir   | 23 672         | 51,3 % | 14 111 |
|                                                                                               | Cédric Gagnon-Ducharme | Parti québécois    | 9 561          | 20,7 % | -      |
|                                                                                               | Manon Harvey           | Québec solidaire   | 6 665          | 14,4 % | -      |
|                                                                                               | Pascal Déry            | Conservateur       | 3 269          | 7,1 %  | -      |
|                                                                                               | Gabriel Lévesque       | Libéral            | 2 438          | 5,3 %  | -      |
|                                                                                               | Nadim Saikali          | Vert               | 318            | 0,7 %  | -      |
|                                                                                               | Germain Dallaire       | Climat Québec      | 97             | 0,2 %  | -      |
|                                                                                               | Lucien Beauregard      | Indépendant        | 86             | 0,2 %  | -      |
|                                                                                               | Pauline Boisvert       | Démocratie directe | 55             | 0,1 %  | -      |
| Total                                                                                         | Total                  | Total              | 46 161         | 100 %  |        |
| Le taux de participation lors de l'élection était de 75,3 % et 586 bulletins ont été rejetés. |                        |                    |                |        |        |